# أندرو بيري (لاعب كريكت)
أندرو بيري (20 مايو 1984 في المملكة المتحدة - ) (بالإنجليزية: Andrew Perry)‏ هو لاعب كريكت بريطاني. لعب مع Sussex Cricket Board ‏.